# Петя Първанова
Петя Ангелова Първанова е български юрист, дългогодишен служител в системата МВР. От 13 март 2013 г. е министър на вътрешните работи в състава на служебното правителство на Марин Райков. По този начин тя става първата жена-министър на вътрешните работи в историята на България.

## Биография

### Образование
Родена е на 12 юли 1960 г. в град София, България. През 1978 г. завършва Немската гимназия в София. През 1991 г. се дипломира като магистър по немска филология в Софийския университет „Св. Климент Охридски“, а през 1998 година – като магистър по право в Нов български университет.

### Професионална и политическа кариера
В периода 1978 – 1981 г. работи последователно като администратор в Балкантурист (1978 – 1979), сътрудник в Държавния стенографски институт (1979 – 1980) и технически сътрудник в „СИФ Бояна“ (1980 – 1981). От 1982 до 1991 г. е референт – преводач в Посолството на ГДР в София. В годините от 1991 до 1998 г. работи като сътрудник, преводач и протокол в различни компании.
В периода 1999 – 2001 г. е началник отдел „Международни връзки и протокол“ в Администрацията на Главния прокурор.
През 2001 г. става заместник-директор, а по-късно на същата година – директор на дирекция „Международно сътрудничество“ в министерството на вътрешните работи. В това си качество осъществява общото и непосредствено ръководство на дирекцията и отговаря за цялата ѝ дейност пред ръководството на МВР; подпомага министъра на вътрешните работи при провеждането на международната политика на Република България в областта на вътрешните работи; координира, организира и участва в подготовката и изпълнението на критериите за членство в ЕС, в областта на вътрешните работи. След присъединяване на България към ЕС през 2007 г. отговаря за координацията по изпълнение на ангажиментите, произтичащи от членство. Участва в работата на институциите на ЕС и техните работни органи от компетентност на МВР; методически ръководи и контролира съответните звена в структурите на МВР по предмет на дейност; ръководи и контролира осигуряването на дейността на Работна група 23 „Сътрудничество в областта на вътрешните работи“ към Съвета по европейските въпроси към Министерския съвет.
Остава начело на дирекцията (по-късно преименувана на „Европейски съюз и международно сътрудничество“) до месец март 2013 г., когато е поканена и поема поста на министър на вътрешните работи в служебното правителство, назначено от президента Плевнелиев.
На 16 март 2016 г. е назначена за председател на Държавната агенция за бежанците при Министерския съвет /ДАБ при МС/.
По настояване на министър-председателя Кирил Петков на 23.03.2022 г. подава оставка като председател на ДАБ при МС.
Владее немски и английски език, ползва руски език.

## Отличия и звания
За времето на службата ѝ в МВР е многократно награждавана за високи служебни резултати – с обявяване на благодарност от министъра на вътрешните работи (2002), колективна парична награда за ръководената от нея дирекция (2003 и 2011), почетен знак на МВР III степен (2006 г.), медал „Правосъдие, свобода, сигурност 2007 г.“ – златен (2007), почетно отличие на МВР „За доблест и заслуга“ – I степен (2007 г.), почетен знак на МВР II степен (2009 г.), почетен медал на МВР (2011).
От 1 юли 2010 г. ѝ е присъдена категория А – старши комисар.
На 9 май 2019 г. Петя Първанова е удостоена със степента кавалер на Националния орден на Почетния легион.